# Железнодорожный транспорт в Таганроге

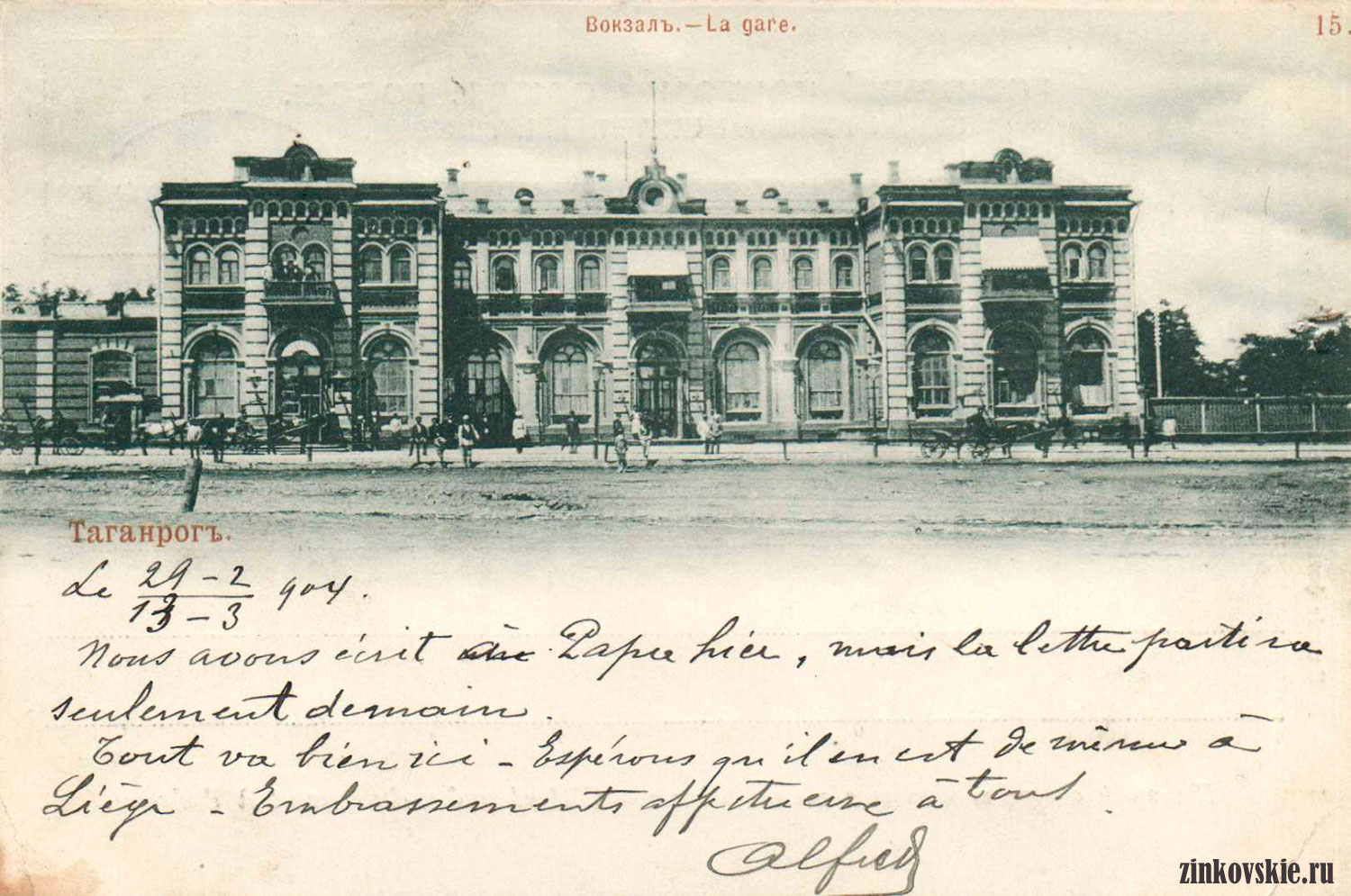
Таганрог, старое здание вокзала

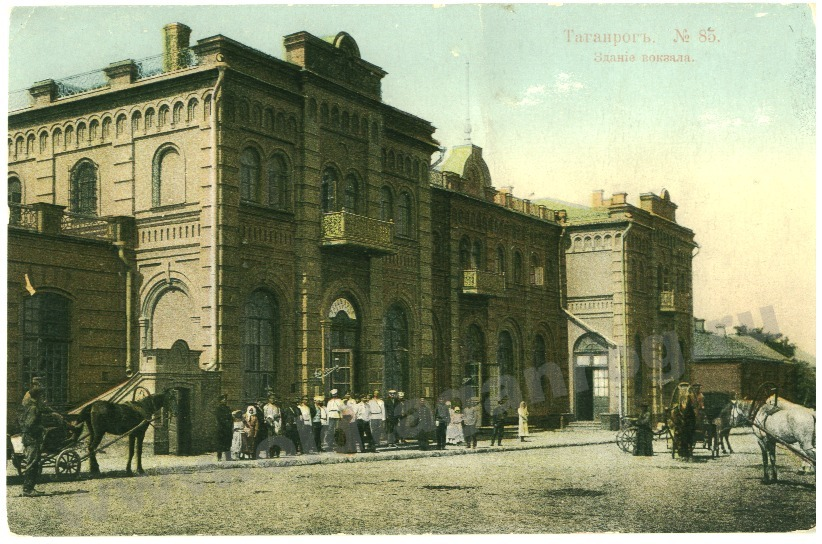
Таганрог, старое здание вокзала

Железнодорожный транспорт в Таганроге — важнейшая составляющая жизнедеятельности города, имеющая давнюю историю. Впервые железнодорожный транспорт пришел в город в 1869 году. Географически Таганрог располагается на железнодорожной линии СКЖД, соединяющей Ростов-на-Дону с городами Украины, следовательно, через станции Таганрога до 2014 года проходил большой поток как пассажиров, так и грузов.

## Станции и вокзалы города
Всего в Таганроге два пассажирских вокзала и две грузовые станции.

### Вокзал Таганрог-1
Главным вокзалом города является вокзал «Таганрог-I» (Таганрог пассажирский), или Новый вокзал. Вокзал расположен в северной части города, непосредственно на железнодорожной линии Ростов-на-Дону — Иловайск. Фактический адрес вокзала — улица Москатова, дом 8.
Для прибытия и отправления пассажиров на вокзале «Таганрог-I» предусмотрены три пассажирские платформы, расположенные вдоль четырех железнодорожных путей. Все они предназначены для приема и отправления поездов дальнего следования и пригородных электричек. В здании вокзала располагаются:
- Ресторан;
- Залы ожидания;
- Кассово-информационный зал;
- Помещения администрации вокзала.

В здании вокзала предусмотрен вход в подземный переход для безопасного обхода железнодорожных путей и перехода на железнодорожные платформы № 2 и 3 (пути 2, 3 и 4), непосредственно не примыкающие к зданию вокзала.
Также на территории вокзала располагается почтово-багажное отделение, отделение Почты России № 28 и другие здания и сооружения.

### Вокзал Таганрог-2

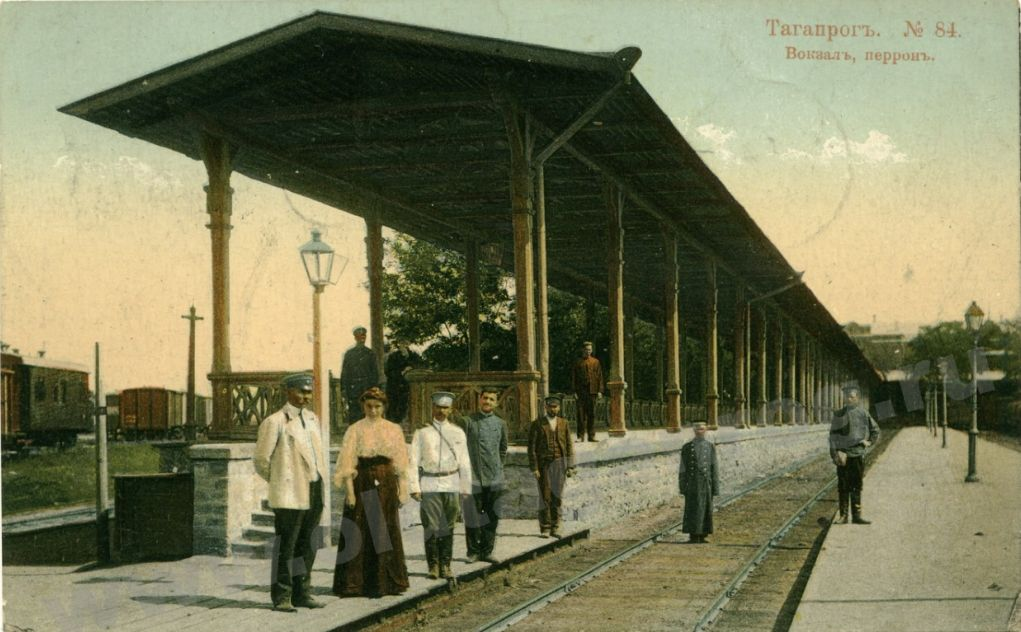
Таганрог перрон вокзала

Второй вокзал Таганрога — Таганрог-II (пригородный железнодорожный вокзал города). Являясь более давним исторически, именуется как Старый вокзал.
Здание построено в стиле архитектурной эклектики. Архитектор — местный уроженец по фамилии Загоскин. Вокзал является третьим по времени открытия тупиковым двухэтажным вокзалом в России после двух Николаевских вокзалов в Санкт-Петербурге и Москве и одним из старейших вокзалов России в целом.
Старый вокзал расположен в историческом центре Таганрога, на Площади Восстания (фактический адрес — Площадь Восстания, дом 1).
Рядом со зданием вокзала находится монумент: старый паровоз, являющийся памятником железнодорожникам, принимавшим участие в разгроме белогвардейцев, да и само здание Старого вокзала является памятником архитектуры и истории.
В настоящее время здание вокзала находится в аварийном состоянии и не используется по прямому назначению. Ремонтно-реставрационные работы здания вокзала планируется завершить в 2022 году. Касса и небольшой зал ожидания расположены в специально построенном одноэтажном терминале, примыкающим к зданию бывшего вокзала и выходом на платформы.
Для прибытия и отправления электропоездов, следующих из Таганрога в Ростов-на-Дону и Успенскую здесь предусмотрены четыре железнодорожных тупика (использующихся для приема поездов только два), оборудованных двумя низкими и одной высокой платформами для посадки и высадки пассажиров. Действующими являются только две низкие платформы. Высокая платформа не используется для посадки-высадки пассажиров. Также на вокзале совершают оборот прицепные вагоны к скорому пассажирскому поезду до Москвы.
Имеется также путь, уходящий в центр города к предприятиям, таким как Таганрогский морской торговый порт.

### Грузовые станции
- станция Таганрог. Располагается в центральной части города.
- станция Марцево. Расположена в Северном микрорайоне города.

### Остановочные пункты (платформы) в черте города
- Красный котельщик — остановочный пункт возле завода «Красный котельщик» на перегоне Таганрог — Марцево;
- Мебельный комбинат — остановочный пункт расположен около бывшего мебельного комбината и бывшего лакокрасочного завода на перегоне Таганрог — Марцево;
- Михайловка — остановочный пункт в микрорайоне Михайловка на линии Таганрог-Пассажирский — Ростов.

## Интересные факты
До распада СССР станция Марцево являлась «пограничной» станцией Северо-Кавказской железной дороги и Донецкой железной дороги.